# Coppa dei Caraibi 2001
La Coppa dei Caraibi 2001 (Caribbean Nations Cup 2001) fu la diciottesima edizione della Coppa dei Caraibi (la dodicesima con la nuova denominazione), competizione calcistica per nazione organizzata dalla CFU. La competizione si svolse a Trinidad e Tobago dal 15 maggio al 25 maggio 2001 e vide la partecipazione di otto squadre: Barbados, Cuba, Giamaica, Haiti, Martinica, Saint Kitts e Nevis, Suriname e Trinidad e Tobago. Il torneo valse anche come qualificazione per la CONCACAF Gold Cup 2002.
La CFU organizzò questa competizione come CFU Championship dal 1978 al 1988; dal 1989 al 1990 sotto il nome di Caribbean Championship; dall'edizione del 1991 a quella del 1998 cambiò nome e divenne Shell Caribbean Cup; le edizioni del 1999 e del 2001 si chiamarono Caribbean Nations Cup; mentre dal 2005 al 2014 la competizione si chiamò Digicel Caribbean Cup; nell'edizione del 2017 il suo nome è stato Scotibank Caribbean Cup.

## Formula
- Qualificazioni

Trinidad e Tobago (come paese ospitante e come campione in carica) e Giamaica (come finalista delle qualificazioni CONCACAF per il mondiale 2002) sono qualificati direttamente. Rimangono 23 squadre per 6 posti disponibili per la fase finale. Le qualificazioni si dividono in due turni:
Primo Turno - 7 squadre, divisi in 3 gruppi (un gruppo composto da tre squadre e due gruppi compositi da due squadre): un gruppo gioca partite di sola andata, la prima classificata accede al secondo turno; due gruppi giocano playoff di sola andata, le vincenti accedono al secondo turno.
Secondo Turno - 20 squadre, divisi in 5 gruppi, giocano partite di sola andata. Le prime classificate e la migliore seconda si qualificano alla fase finale.
- Fase finale

Fase a gruppi - 8 squadre, divise in due gruppi da quattro squadre. Giocano partite di sola andata, le prime due classificate si qualificano alle semifinali.
Fase a eliminazione diretta - 4 squadre, giocano partite di sola andata. La vincente si laurea campione CFU. La prima, la seconda e la terza classificata si qualificano alla fase finale della CONCACAF Gold Cup 2002, la quarta classificata accede ai playoff per la CONCACAF Gold Cup 2002.

## Squadre partecipanti
| Pr. | Squadra             | Data di qualificazione certa | Partecipante in quanto                                                                  | Partecipazioni precedenti al torneo                                                                 | Ultima presenza                 |
| --- | ------------------- | ---------------------------- | --------------------------------------------------------------------------------------- | --------------------------------------------------------------------------------------------------- | ------------------------------- |
| 1   | Trinidad e Tobago   | -                            | Rappresentativa della nazione organizzatrice della fase finale e detentrice del titolo  | 16 (1978, 1979, 1981, 1983, 1988, 1989, 1990, 1991, 1992, 1993, 1994, 1995, 1996, 1997, 1998, 1999) | Trinidad e Tobago 1999          |
| 2   | Giamaica            | 3 settembre 2000             | Qualificata alla fase finale delle qualificazioni al campionato mondiale di calcio 2002 | 9 (1990, 1991, 1992, 1993, 1995, 1996, 1997, 1998, 1999)                                            | Trinidad e Tobago 1999          |
| 3   | Saint Kitts e Nevis | 4 marzo 2001                 | 1º classificato del Gruppo 4 del secondo turno di qualificazione                        | 4 (1993, 1996, 1997, 1999)                                                                          | Trinidad e Tobago 1999          |
| 4   | Martinica           | 6 aprile 2001                | 1º classificato del Gruppo 2 del secondo turno di qualificazione                        | 11 (1983, 1985, 1988, 1990, 1991, 1992, 1993, 1994, 1996, 1997, 1998)                               | Giamaica-Trinidad e Tobago 1998 |
| 5   | Cuba                | 8 aprile 2001                | 1º classificato del Gruppo 1 del secondo turno di qualificazione                        | 5 (1991, 1992, 1995, 1996, 1999)                                                                    | Trinidad e Tobago 1999          |
| 6   | Suriname            | 8 aprile 2001                | 1º classificato del Gruppo 5 del secondo turno di qualificazione                        | 6 (1978, 1979, 1985, 1992, 1994, 1996)                                                              | Trinidad e Tobago 1996          |
| 7   | Barbados            | 8 aprile 2001                | 2º classificato del Gruppo 5 del secondo turno di qualificazione                        | 4 (1985, 1989, 1990, 1994)                                                                          | Trinidad e Tobago 1994          |
| 8   | Haiti               | 14 aprile 2001               | 1º classificato del Gruppo 3 del secondo turno di qualificazione                        | 6 (1978, 1979, 1994, 1996, 1998, 1999)                                                              | Trinidad e Tobago 1999          |

Nella sezione "partecipazioni precedenti al torneo", le date in grassetto indicano che la nazione ha vinto quella edizione del torneo, mentre le date in corsivo indicano la nazione ospitante.

## Fase finale

### Fase a gruppi

#### Gruppo A
| Arbitro: | Curley |

|              |           |  |
| Williams 60’ | Marcatori |  |

| Arbitro: | Polo |

|                                                   |           |  |
| John 25’ 49’ Dwarika 41’ Carrington 72’ Rahim 74’ | Marcatori |  |

| Arbitro: | Polo |

|                   |           |            |
| Eve 64’ Rahim 71’ | Marcatori | 17’ Harris |

| Arbitro: | Callendar |

|                          |           |                  |
| Rano 23’ 59’ Clément 80’ | Marcatori | 30’ (rig.) Riley |

| Arbitro: | Bowen |

|              |           |                    |
| Lawrence 28’ | Marcatori | 8’ Rano 78’ Percin |

| Arbitro: | Callendar |

|                              |           |           |
| Harris 13’ (rig.) Taylor 26’ | Marcatori | 29’ Riley |

| Pos | Squadra           | P.ti | G | V | N | P | GF | GS | DR |
| --- | ----------------- | ---- | - | - | - | - | -- | -- | -- |
| 1   | Trinidad e Tobago | 6    | 3 | 2 | 0 | 1 | 8  | 3  | +5 |
| 2   | Martinica         | 6    | 3 | 2 | 0 | 1 | 5  | 3  | +2 |
| 3   | Giamaica          | 6    | 3 | 2 | 0 | 1 | 4  | 3  | +1 |
| 4   | Barbados          | 0    | 3 | 0 | 0 | 3 | 2  | 10 | -8 |

Trinidad e Tobago e Martinica qualificate alle semifinali.

#### Gruppo B
| Arbitro: | Bowen |

|                         |           |                                              |
| Delgado 30’ 34’ 47’ 60’ | Marcatori | 2’ Kejansie 17’ (rig.) Weibolt 81’ Sandvliet |

| Arbitro: | Levy |

|                                                    |           |                      |
| Holman 8’ 45’ Pierre 25’ 54’ 77’ 83’ Clerjuste 89’ | Marcatori | 3’ Saddler 74’ Gumbs |

| Arbitro: | Levy |

|           |           |                    |
| Prado 56’ | Marcatori | 28’ (rig.) Huggins |

| Arbitro: | Gurley |

|            |           |           |
| Feller 85’ | Marcatori | 3’ Pierre |

| Malabar 20 maggio 2001 | Haiti | 0 – 0 | Cuba | Larry Gomes Stadium (250 spett.)\| Arbitro: \| Polo \| |
| Arbitro:               | Polo  |       |      |                                                        |

| Arbitro: | Gurley |

|  |           |                                                |
|  | Marcatori | 26’ Cannonier 50’ Huggins 61’ Gumbs 26’ Doynin |

| Pos | Squadra             | P.ti | G | V | N | P | GF | GS | DR |
| --- | ------------------- | ---- | - | - | - | - | -- | -- | -- |
| 1   | Haiti               | 5    | 3 | 1 | 2 | 0 | 8  | 3  | +5 |
| 2   | Cuba                | 5    | 3 | 1 | 2 | 0 | 5  | 4  | +1 |
| 3   | Saint Kitts e Nevis | 4    | 3 | 1 | 1 | 1 | 7  | 8  | -1 |
| 4   | Suriname            | 1    | 3 | 0 | 1 | 2 | 4  | 9  | -5 |

Haiti e Cuba qualificate alle semifinali.

### Fase a eliminazione diretta

#### Tabellone
|  | Semifinali        | Semifinali        | Semifinali |       |                   | Finale            | Finale          | Finale          |  |
|  |                   |                   |            |       |                   |                   |                 |                 |  |
|  | Trinidad e Tobago | Trinidad e Tobago | 2          |       |                   |                   |                 |                 |  |
|  | Trinidad e Tobago | Trinidad e Tobago | 2          |       |                   |                   |                 |                 |  |
|  | Cuba              | Cuba              | 0          |       |                   |                   |                 |                 |  |
|  | Cuba              | Cuba              | 0          |       | Trinidad e Tobago | Trinidad e Tobago | 3               |                 |  |
|  |                   |                   |            |       | Trinidad e Tobago | Trinidad e Tobago | 3               |                 |  |
|  |                   |                   | Haiti      | Haiti | 0                 |                   |                 |                 |  |
|  | Haiti             | Haiti             | Haiti      | Haiti | 0                 | 5                 |                 |                 |  |
|  | Haiti             | Haiti             |            |       |                   | 5                 |                 |                 |  |
|  | Martinica         | Martinica         | 0          |       |                   | Finale 3º posto   | Finale 3º posto | Finale 3º posto |  |
|  | Martinica         | Martinica         | 0          |       |                   |                   |                 |                 |  |
|  |                   |                   |            |       |                   |                   |                 |                 |  |
|  |                   |                   |            |       |                   | Martinica         | Martinica       | 1               |  |
|  |                   |                   |            |       |                   | Martinica         | Martinica       | 1               |  |
|  |                   |                   |            |       |                   | Cuba              | Cuba            | 0               |  |

#### Semifinali
| Arbitro: | Gurley |

|                             |           |  |
| Dwarika 33’ (rig.) John 60’ | Marcatori |  |

| Arbitro: | Bowen |

|                                                            |           |  |
| Monprenier 17’ 63’ Thelusma 28’ (rig.) Sala 84’ Holman 88’ | Marcatori |  |

#### Finale 3º posto
| Arbitro: | Callendar |

|                  |           |  |
| Gibon 74’ (rig.) | Marcatori |  |

Martinica qualificata per la CONCACAF Gold Cup 2002. Cuba accede ai playoff per la CONCACAF Gold Cup 2002.

#### Finale
| Arbitro: | Polo |

|                                    |           |  |
| Saunders 28’ Rahim 67’ Dwarika 77’ | Marcatori |  |

Trinidad e Tobago e Haiti qualificate per la CONCACAF Gold Cup 2002.

## Statistiche

### Classifica marcatori
5 reti
- Golman Pierre

4 reti
- Albert Delgado

3 reti
- Jean-Luicadet Holman
- Rodolphe Rano
- Arnold Dwarika
- Stern John
- Brent Rahim

2 reti
- Llewellyn Riley
- Wolde Harris
- Renel Monprenier
- Keith Gumbs
- Austin Huggins

1 rete
- Serguei Prado
- Fabian Taylor
- Andy Williams

- Clersaint Clerjuste
- Pierre Sala
- Chrismanor Thelusma
- Marcel Gibon
- Laurence Lagrand
- Patrick Percin
- Seretse Cannonier
- Sheldon Doynin
- Alexis Saddler

- Winston Feller
- Benny Kejansie
- Clifton Sandvliet
- Malcolm Weibolt
- Reynold Carrington
- Angus Eve
- Dennis Lawrence
- Dale Saunders